# Eugeniusz Barwiński
Eugeniusz Barwiński, ukr. Евген Барвіньский (ur. 3 stycznia 1874 w Postołówce, zm. 16 maja 1947 w Krakowie) – polski historyk pochodzenia ukraińskiego, archiwista, bibliotekarz, wydawca źródeł, sekretarz Towarzystwa Historycznego we Lwowie w latach 1908–1914.

## Życiorys
Urodził się jako syn Jana Barwińskiego, ks. greckokatolickiego, i Julii z Oleśnickich. W 1891 zdał maturę we Lwowie. W 1912 ukończył studia historyczne na Wydziale Filozoficznym Uniwersytetu Lwowskiego. Stopień doktora uzyskał w 1898 na podstawie rozprawy pt. Plany wojny tureckiej za Zygmunta III. Część I.
W latach 1895–1913 pracował w Bibliotece Uniwersyteckiej we Lwowie, gdzie opracowywał głównie zbiory rękopiśmienne i stare druki. W maju 1906 mianowany tam na stanowisko skryptora. Prowadził też w archiwach i bibliotekach krajowych i zagranicznych (m.in. w Szwecji) kwerendę dot. źródeł do dziejów panowania Zygmunta III, co zaowocowało wydaniem diariuszy sejmowych z tego okresu.
Był konserwatorem zabytków w latach 1906–1910 w Galicji.
W 1917 opiniował opracowane przez Komisję Archiwalną Tymczasowej Rady Stanu projekty nowej ustawy i regulaminów archiwalnych. Jego stanowisko zostało potem wykorzystane podczas prac nad reskryptem Rady Regencyjnej o archiwach.
W 1913 objął stanowisko dyrektora Archiwum Państwowego we Lwowie, które piastował do 1939, kiedy to archiwum przejęły władze ukraińskie. Eugeniusz Barwiński energicznie kierował powierzoną placówką: pozyskał nowy budynek, inicjował i sam prowadził liczne prace porządkowe materiałów archiwalnych, planował wydanie szczegółowego przewodnika po zasobie archiwum lwowskiego (prace te przerwał wybuch wojny), aktywnie uczestniczył w akcjach rewindykacyjnych z Austrią i Czechosłowacją.
Był wiceprezesem oraz od 1936 p.o. prezesem zarządu głównego Towarzystwo Badania Historii Obrony Lwowa i Województw Południowo-Wschodnich.
Z chwilą objęcia archiwum przez władze ukraińskie jesienią 1939, potem przez Niemców, Eugeniusz Barwiński pracował w tymże archiwum jako pracownik naukowy i kustosz. W marcu 1944 władze niemieckie przeniosły go do pracy w Archiwum Państwowego w Krakowie, gdzie pozostał do śmierci w 1947. Pochowany został na cmentarzu Rakowickim.

## Ordery i odznaczenia
- Krzyż Oficerski Orderu Odrodzenia Polski (27 listopada 1929)[7][8]
- Krzyż Oficerski Orderu Lwa Białego (Czechosłowacja, 1929)[3][9]
- Order Zasługi Kulturalnej (Ordinul Meritul Cultural) (Rumunia)[10]